# Jana Gereková
Jana Gereková (Liptovský Mikuláš, 27 de noviembre de 1994) es una deportista eslovaca que compite en biatlón. Ganó una medalla de plata en el Campeonato Europeo de Biatlón de 2016, en el relevo mixto.

## Palmarés internacional
| Campeonato Europeo | Campeonato Europeo | Campeonato Europeo | Campeonato Europeo |
| Año                | Lugar              | Medalla            | Prueba             |
| ------------------ | ------------------ | ------------------ | ------------------ |
| 2016               | Tiumén (Rusia)     | Medalla de plata   | Relevo mixto       |